# Eysteinn Beli
Eysteinn Beli (fl. VIII secolo) fu per qualche tempo re di Svezia usurpando il trono a Ragnarr Loðbrók.

## Biografia
Di lui si conosce molto poco, soltanto che per breve tempo usurpò il trono di Svezia al leggendario re Ragnarr Loðbrók, uccidendone i due figli avuti dalla prima moglie Thora. In seguito Ragnar insieme ai suoi figli, avuti dalla seconda moglie Aslaug Sigurdsdóttir, lo uccise riprendendosi il trono. Dopo la morte di Ragnar salì al trono il figlio, Sigurðr ormr í auga, e dopo la sua morte in una razzia, Björn Ragnarsson, unico dei figli di Ragnar a non essere ucciso, gli succedette regnando fino alla sua morte.